# Kesztölc
Kesztölc (szlovákul: Kestúc) község Komárom-Esztergom vármegyében, az Esztergomi járásban.

## Fekvése

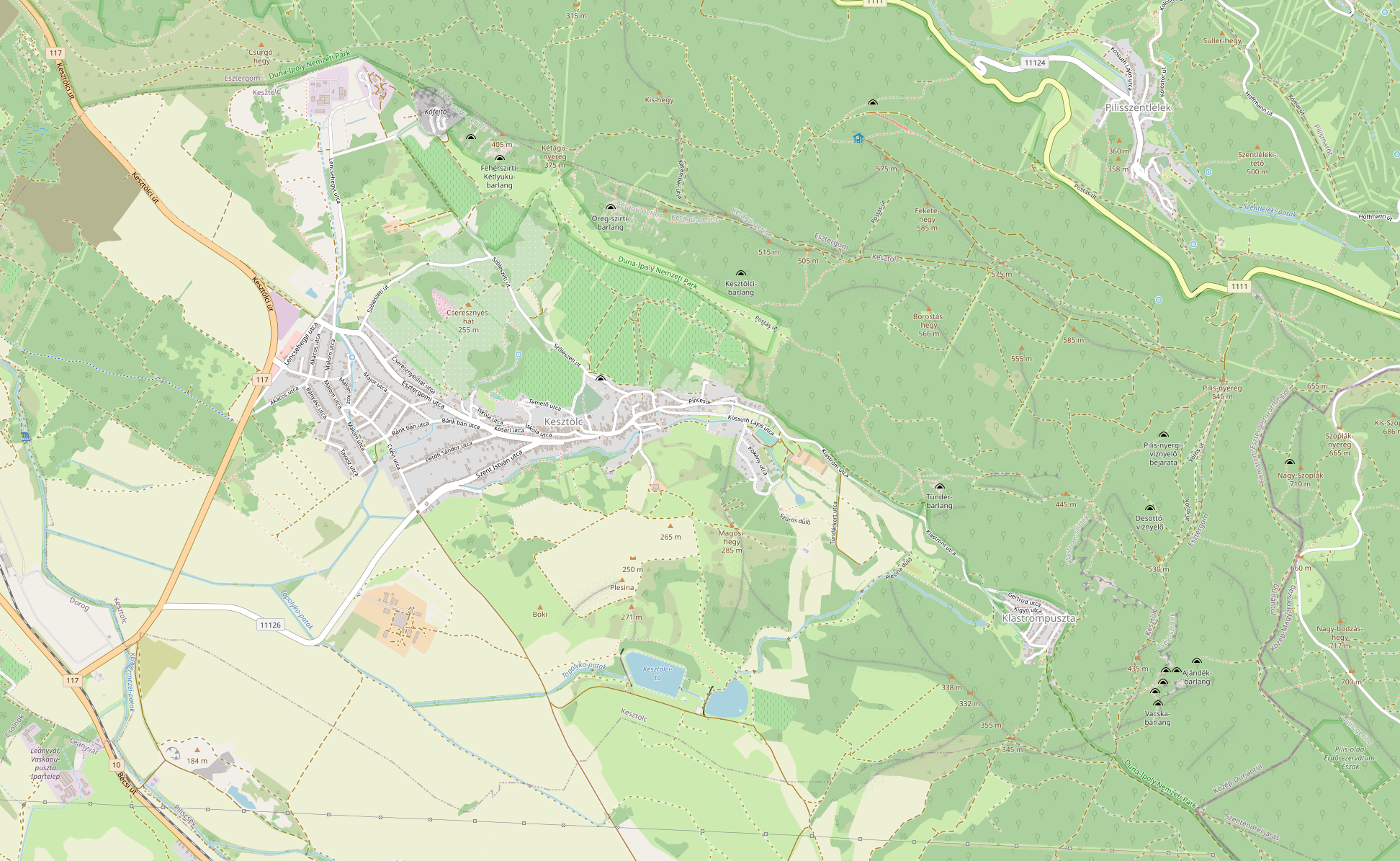
Kesztölc és környéke

A Pilis hegység délnyugati lábánál található település.
Budapesttől 39, Esztergomtól 9, Dorogtól 6 km-re fekszik. Déli határszéle közelében halad el a 10-es, illetve nyugati külterületei között a 117-es főút, de belterülete csak a 11 126-os számú mellékúton érhető el.

## Története
A falu első okleveles említése 1075-ből való Kistelci alakban.
Ekkor I. Géza király a garamszentbenedeki apátságnak adott itt 2 eke földet, 7 szőlőt, valamint 5 vincellért.
1333-ban az oklevelekben már mint az esztergomi káptalan faluját említik, s elhatárolják a szomszédos Nyirtől.
1512-ben ismét a garamszentbenedeki apátságot említik birtokosának.
Kesztölc a török időkben sem néptelenedett el teljesen, mivel az irásos adatok szerint az 1560-as években kétfelé, a királynak és a töröknek is adót fizet.
A környék híres szőlő- és bortermeléséről, a Neszmélyi borvidék része. Az 1891–92-es filoxérajárvány a tőkék 80%-át elpusztította. Hangulatos pincesorai, melyek nagy része a hegyoldalba vájt pincéből áll, különösen érdemes említésre.
A második világháborúig a falu lakóinak többsége szlovák volt. A háború után azonban a csehszlovák–magyar lakosságcsere keretében számos szlovák család, összesen 368 fő Csehszlovákiába települt át, a megállapodás értelmében helyükre felvidéki magyarok érkeztek. 2001-ben már csak a lakosság 9,7%-a vallotta magát szlovák nemzetiségűnek.
Egy legenda szerint az 1956-os forradalom idején a község lakói kikiáltották a „Kesztölci Köztársaságot”, amely Magyarországból kiválva kérte volna felvételét az ENSZ-be, vagy más változat szerint Csehszlovákiához csatlakoztak volna. A köztársaság kikiáltását azonban sokáig kitalált történetnek hitték, ám 2020 körül kiderült, hogy néhány hétig valóban létezett az ún. Kesztölci Külön-Köztársaság, melynek fő oka a szabad pálinkafőzés elérése volt.
1971-ben nyitották meg a község legjelentősebb ipari létesítményét, a lencsehegyi bányát, majd az eocén program során 1981-ben a második lencsehegyi bányaüzemet. Az 1980-as években Lencsehegy volt a Dorogi Szénbányák Állami Vállalat legjelentősebb bányája, amely 2004-ig termelt.
A falu területéhez tartozik még a közeli Klastrompuszta is.
A pálosok itt építették fel Boldog Özséb vezetésével első, Szent Kereszt tiszteletére emelt monostorukat 1250 táján. A Klastrompuszta fölé magasodó Kéményszikláról gyönyörű kilátás nyílik a környékre.

## Közélete

### Polgármesterei
- 1990–1994: Radovics István (független)[7]
- 1994–1998: Radovics István (független)[8]
- 1998–1999: Radovics István (független)[9]
- 1999–2002: Klányi Sándor (független)[10]
- 2002–2006: Klányi Sándor (független szlovák kisebbségi)[11]
- 2006–2010: Gaál Lajos (független)[12]
- 2010–2014: Gaál Lajos (független)[13]
- 2014–2019: Vöröskői István (független)[14]
- 2019–2024: Farkas Krisztina (független)[15][16]
- 2024– : Juhász Sándor (független)[1]

A településen 1999. május 30-án időközi polgármester-választást tartottak, aminek oka még tisztázást igényel, de az előző polgármester nem indult el rajta.

## Népesség
A település népességének változása:
| Lakosok száma | 2606 | 2559 | 2526 | 2559 | 2707 | 2635 | 2647 |
|               | 2013 | 2014 | 2015 | 2021 | 2022 | 2023 | 2024 |

A 2011-es népszámlálás során a lakosok 89%-a magyarnak, 0,2% bolgárnak, 0,7% cigánynak, 1,3% németnek, 0,2% örménynek, 0,5% románnak, 27,2% szlováknak mondta magát (10,9% nem nyilatkozott; a kettős identitások miatt a végösszeg nagyobb lehet 100%-nál). A vallási megoszlás a következő volt: római katolikus 60,2%, református 3,6%, evangélikus 0,4%, görögkatolikus 0,2%, felekezeten kívüli 13,3% (21,5% nem nyilatkozott).
2022-ben a lakosság 85,9%-a vallotta magát magyarnak, 8,9% szlováknak, 1% németnek, 0,5% cigánynak, 0,1-0,1% románnak, lengyelnek, görögnek, örménynek és bolgárnak, 2,4% egyéb, nem hazai nemzetiségűnek (14% nem nyilatkozott; a kettős identitások miatt a végösszeg nagyobb lehet 100%-nál). Vallásuk szerint 35,7% volt római katolikus, 2,8% református, 0,4% evangélikus, 0,4% görög katolikus, 0,1% ortodox, 1,7% egyéb keresztény, 0,7% egyéb katolikus, 15,3% felekezeten kívüli (42,5% nem válaszolt).

## Nevezetességei

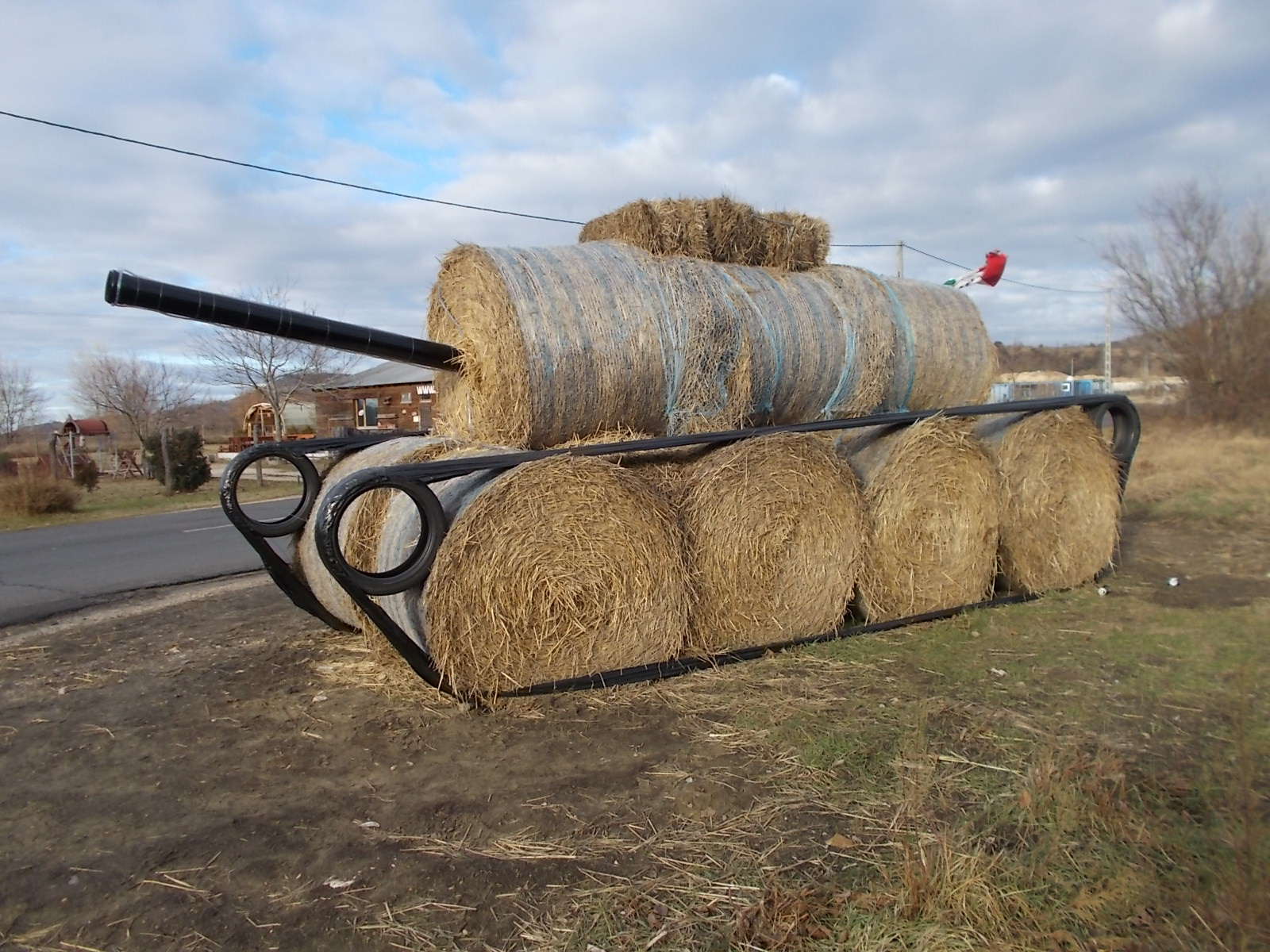
A Kesztölci Köztársaság kikiáltásának 60. évfordulójára, 2016-ban a község határában felállított szalmatank

### Természeti értékek
- Salamon-barlang
- Kémény-szikla

### Klastrompuszta

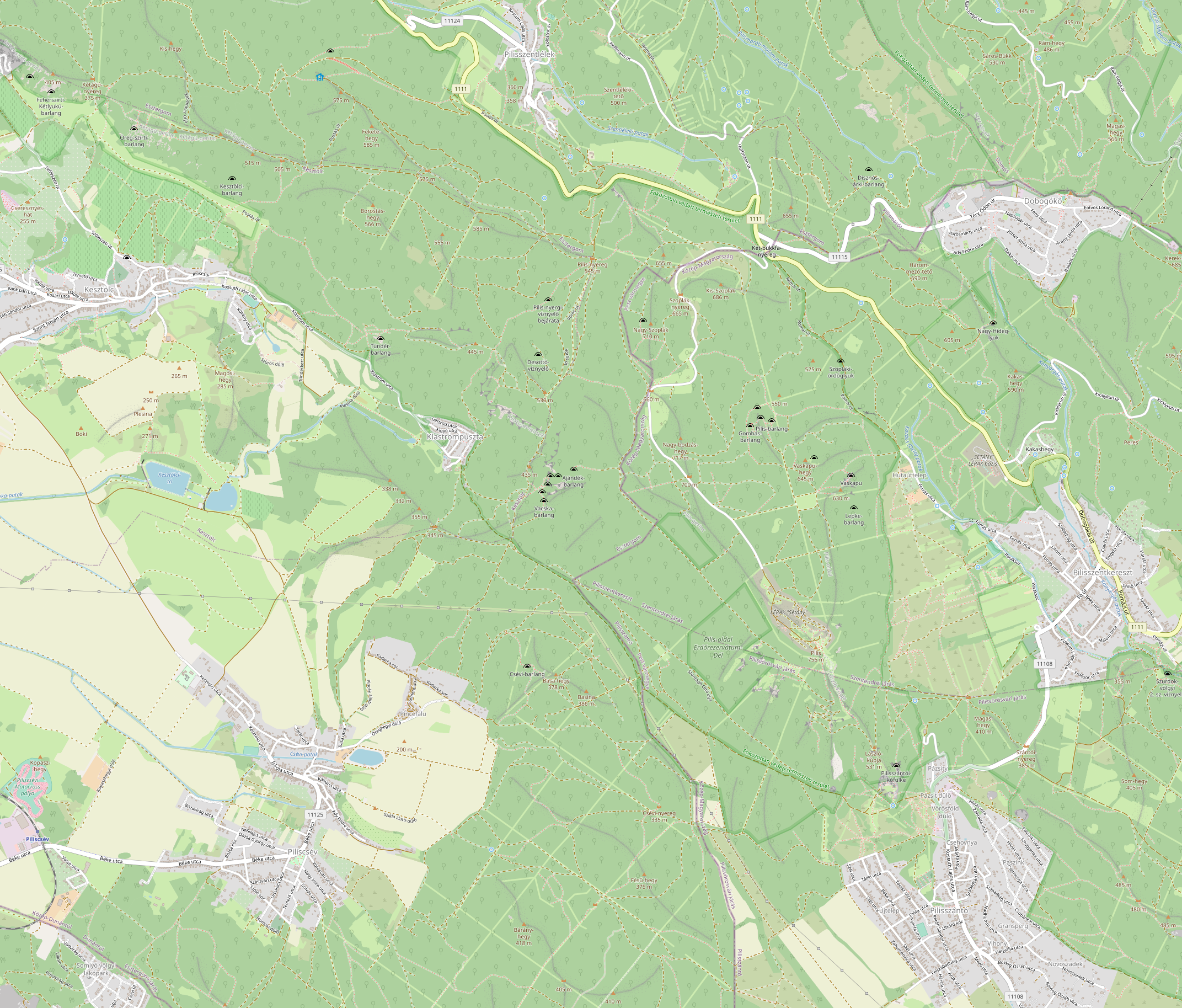
Klastrompuszta környékének térképe. Nagyon sok barlang található itt

Kesztölctől kb. 3 km-re fekszik Klastrompuszta. Ma üdülőhely, de területén találhatóak a Szent Kereszt monostor maradványai. Az egyetlen magyar alapítású rend, a pálosok szerzetesei éltek egykor a klastromában.

#### Klastrompuszta története
A 13. század elején a pilisi erdőkben egyre nagyobb számban húzódtak meg remeték. A fennmaradt források alapján a rendet feltehetően Boldog Özséb esztergomi kanonok alapította, aki a tatárjárás után, 1246-ban lemondott vagyonáról és Báncsa István esztergomi érsek hozzájárulásával a Pilisbe vonult remeteként. A rend tagjai a Pilisben kis templomot és monostort emeltek a Szent Kereszt tiszteletére. Ez volt a rend első monostora. Özséb rendfőnöksége 1250-től 1270-ig tarthatott. Halála után 1270-től 1290-ig Benedek, majd 1290-től 1300-ig István volt a monostor rendfőnöke. Mindhármójukat Klastrompusztán, a monostor területén temették el.  A monostor 1250-től 1304-ig a rend központja volt. Az új rendfőnök, Lőrinc 1304-ben új monostort alapított Buda mellett, s hamarosan az lett a rend végleges központja.
Az épületet a törökök a mohácsi csatát követően, Esztergomból Budára vonultukban felégették. A maradványok állapota leromlott, a tűzvészt követően a terület elnéptelenedett. A török kiűzése után az elpusztult monostoraikat kereső pálos szerzetesek nem találták meg a monostor romjait., helyette a hegy túloldalán lévő Pilisszentkereszt község cisztercita kolostorának romjait vélték annak.

## Ismert személyek
- Kesztölcön (Klastrompusztán) él Hajdú Balázs humorista.

## Képek

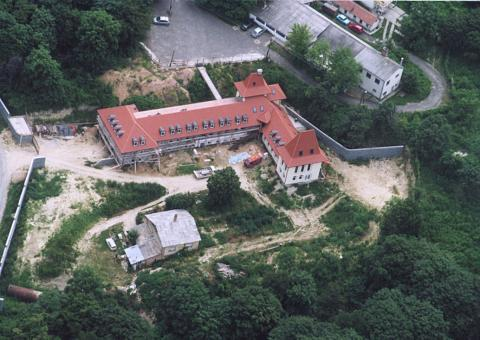
Klastrompuszta légifelvétele
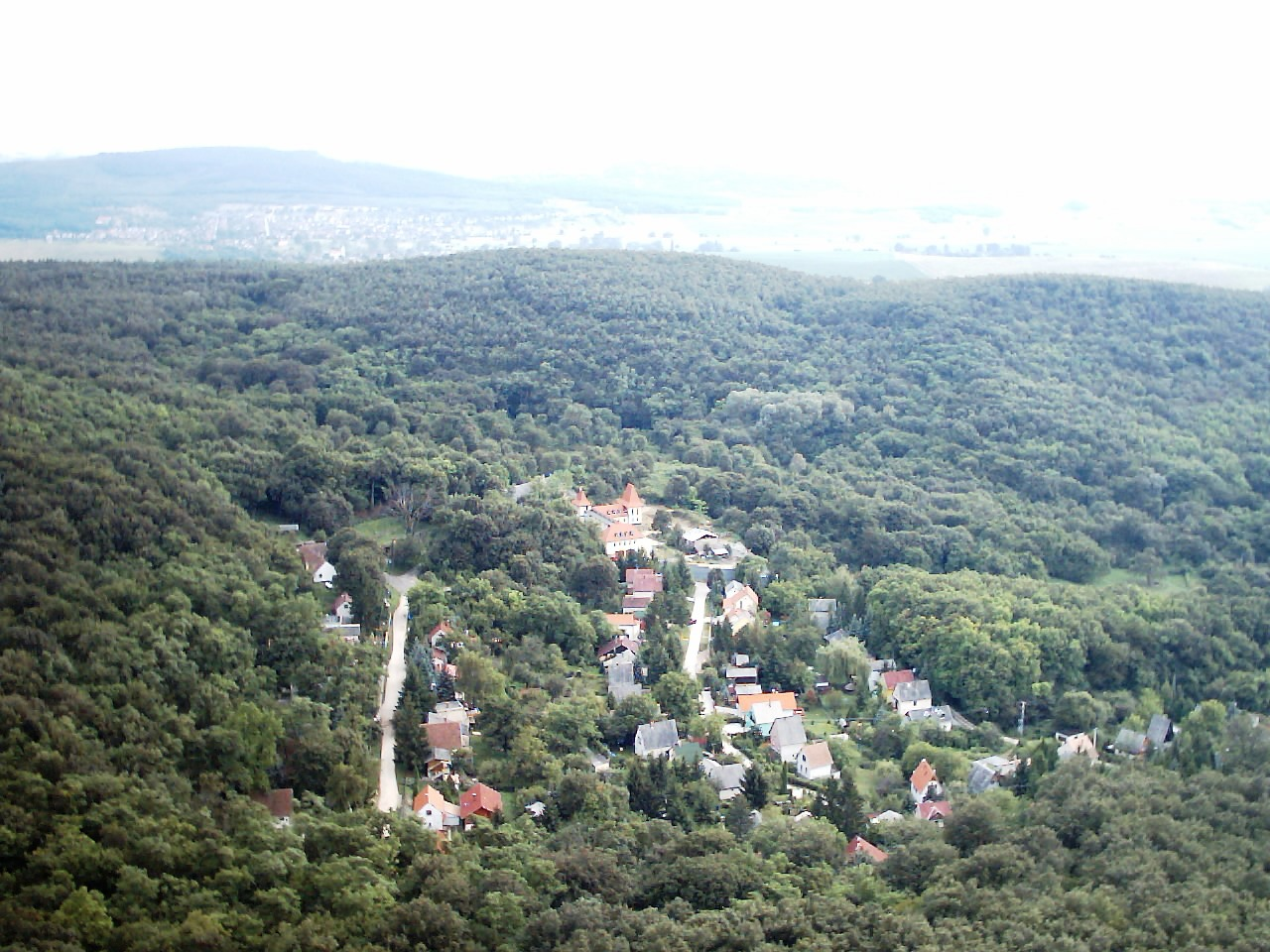
Klastrompuszta látképe a Kéményszikláról
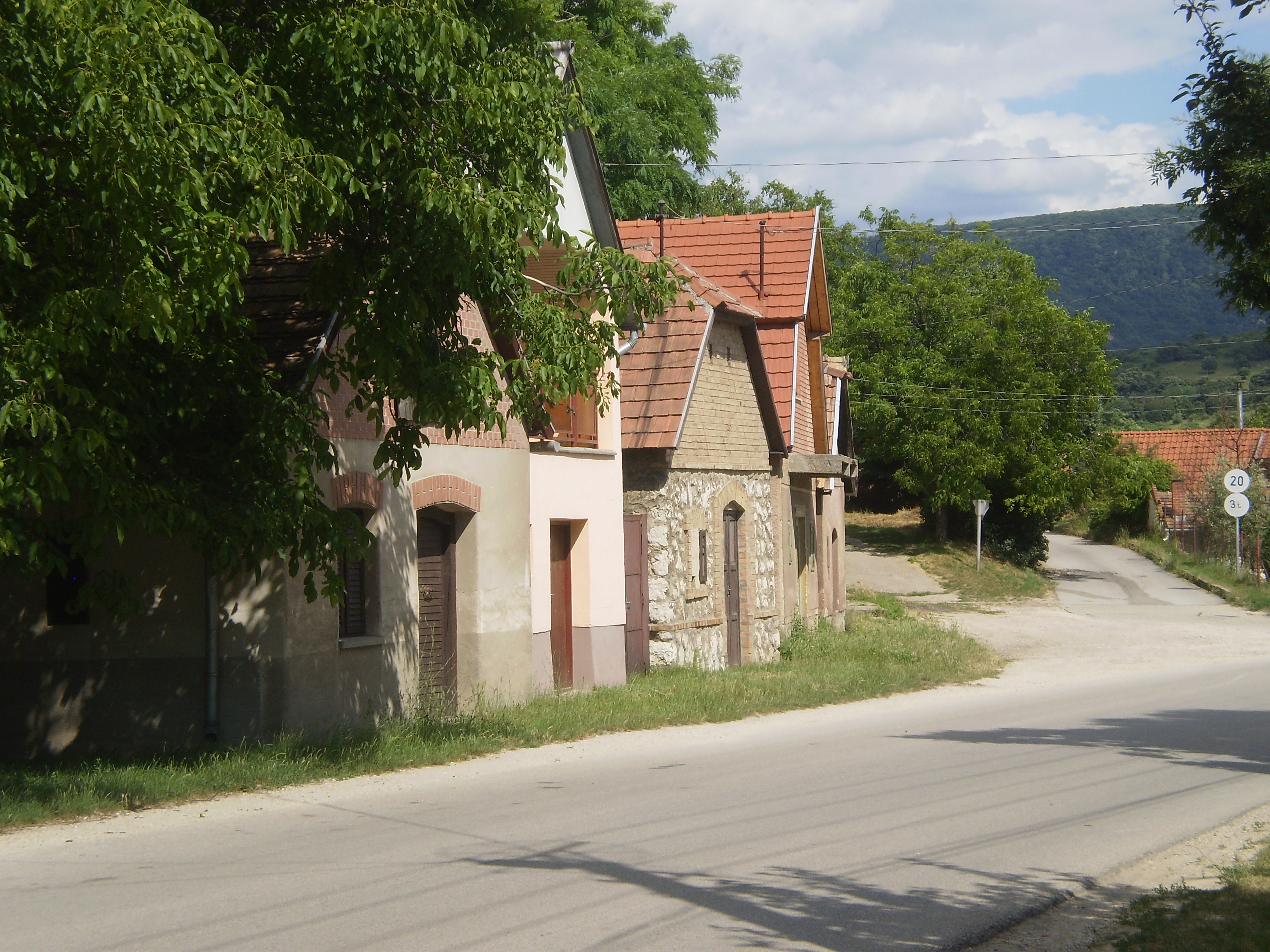
Présházak
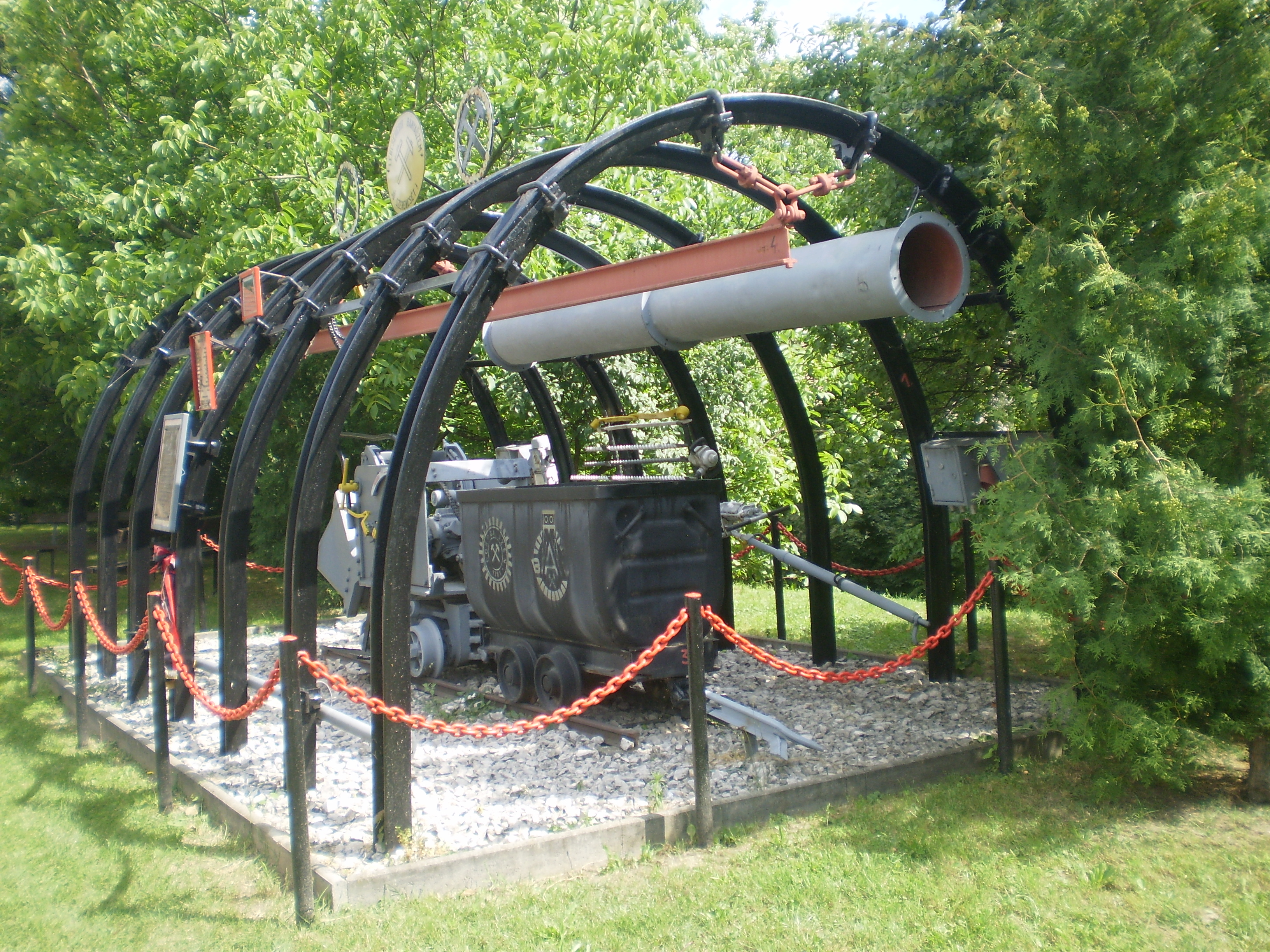
A lencsehegyi bánya emlékhelye
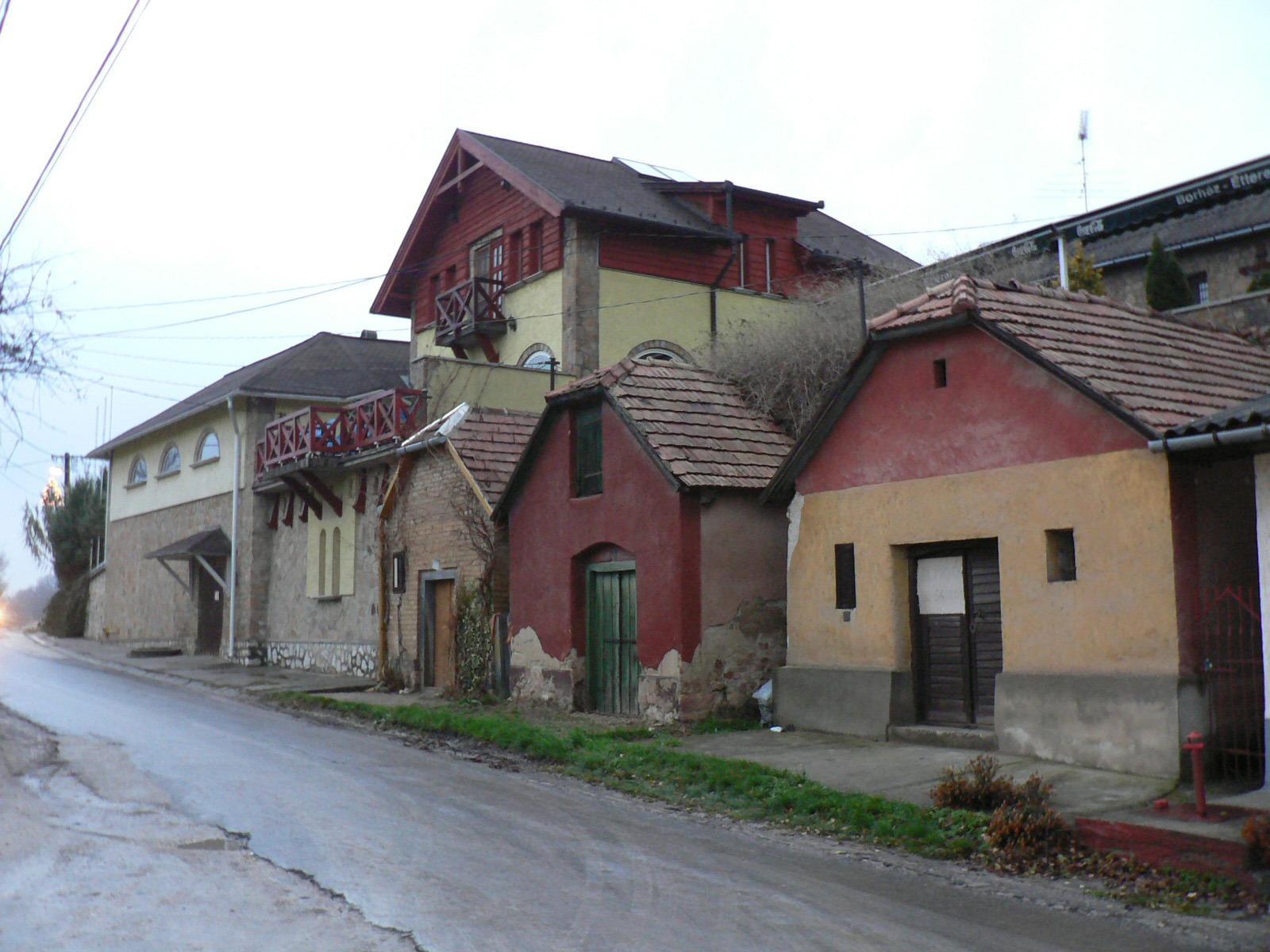
Kesztölci pincesor (2008)

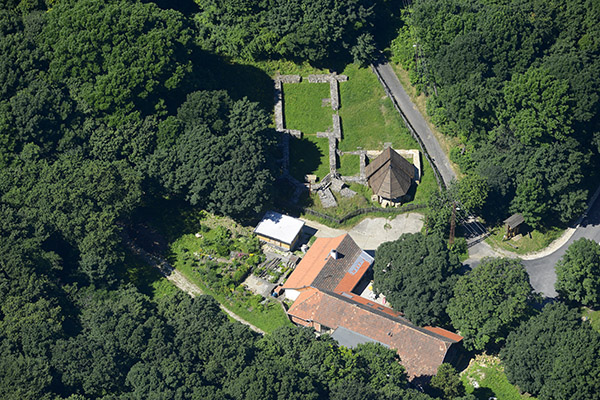
Kesztölc-Klastrompuszta, pálos templomrom légi felvételen
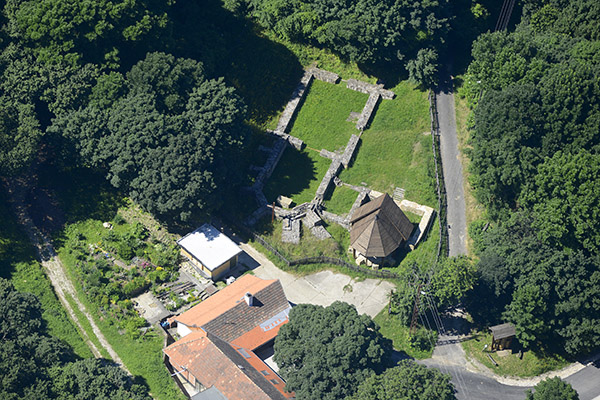
Pálos templomrom Klastrompusztán, légi fotó
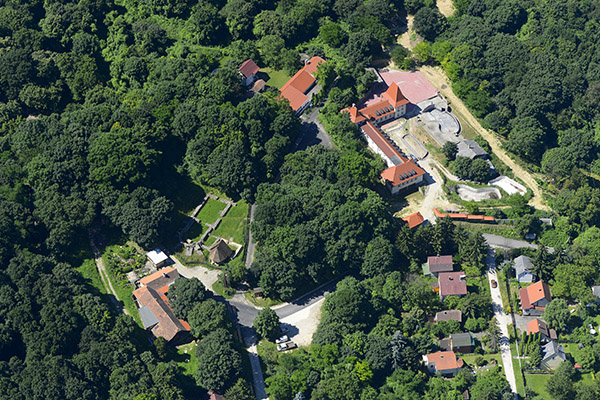
Kesztölc-Klastrompuszta madártávlatból

## Kapcsolódó oldalak
- Ariadne-barlangrendszer